# Frederick Pilcher
Frederick Pilcher (* 29. Juni 1939 in Calgary, Alberta, Kanada) ist ein ehemaliger US-amerikanischer Astrofotograf und Astrofotometrist (Person der Astrofotometrie) von Kleinplaneten, der an seinem privaten Organ Mesa-Observatorium (IAU-Code G50) tätig war.

## Leben
Pilcher schloss die University of Kansas ab und war von 1962 bis 2005 außerordentlicher Professor in der Abteilung für Physik am Illinois College in Jacksonville/Illinois.
Seit 1968 beobachtet Pilcher Asteroiden, schreibt wissenschaftliche Abhandlungen über sie und war 1973 Gründungsmitglied der Minor Planets Section der Association of Lunar and Planetary Observers (ALPO). Später übernahm er das Amt des Section Recorder und des Koordinators bei ALPO.
Nachdem Pichler in Ruhestand gegangen war, zog er nach New Mexico und gründete 2007 das private Organ Mesa-Observatorium (IAU-Code G50). Das Observatorium befindet sich ungefähr 8 Kilometer südöstlich von Las Cruces und dient der fotometrischen Forschung von Asteroiden. Am Observatorium wurden bisher mehr als 1100 Lichtkurven entdeckt. Pilcher ist Mitglied der Astronomical Society of Las Cruces, die für ihre Forschung an Kleinplaneten unseres Sonnensystems bekannt ist. Bekannte Mitglieder sind Clyde Tombaugh und Berton L. Stevens, die Desert Moon-Observatorium (IAU-Code 448) mehr als 50 Asteroiden entdeckten.

## Ehrungen
Der Asteroid des inneren Hauptgürtels (1990) Pilcher, der am 9. März 1956 von Karl Wilhelm Reinmuth aus der Bundesrepublik Deutschland entdeckt wurde, wurde am 8. April 1982 nach Frederick Pilcher benannt.